# Stauffacherbrücke
Die Stauffacherbrücke ist eine Bogenbrücke in der Stadt Zürich über die Sihl. Sie verbindet das Stadtzentrum mit dem Quartier Aussersihl.

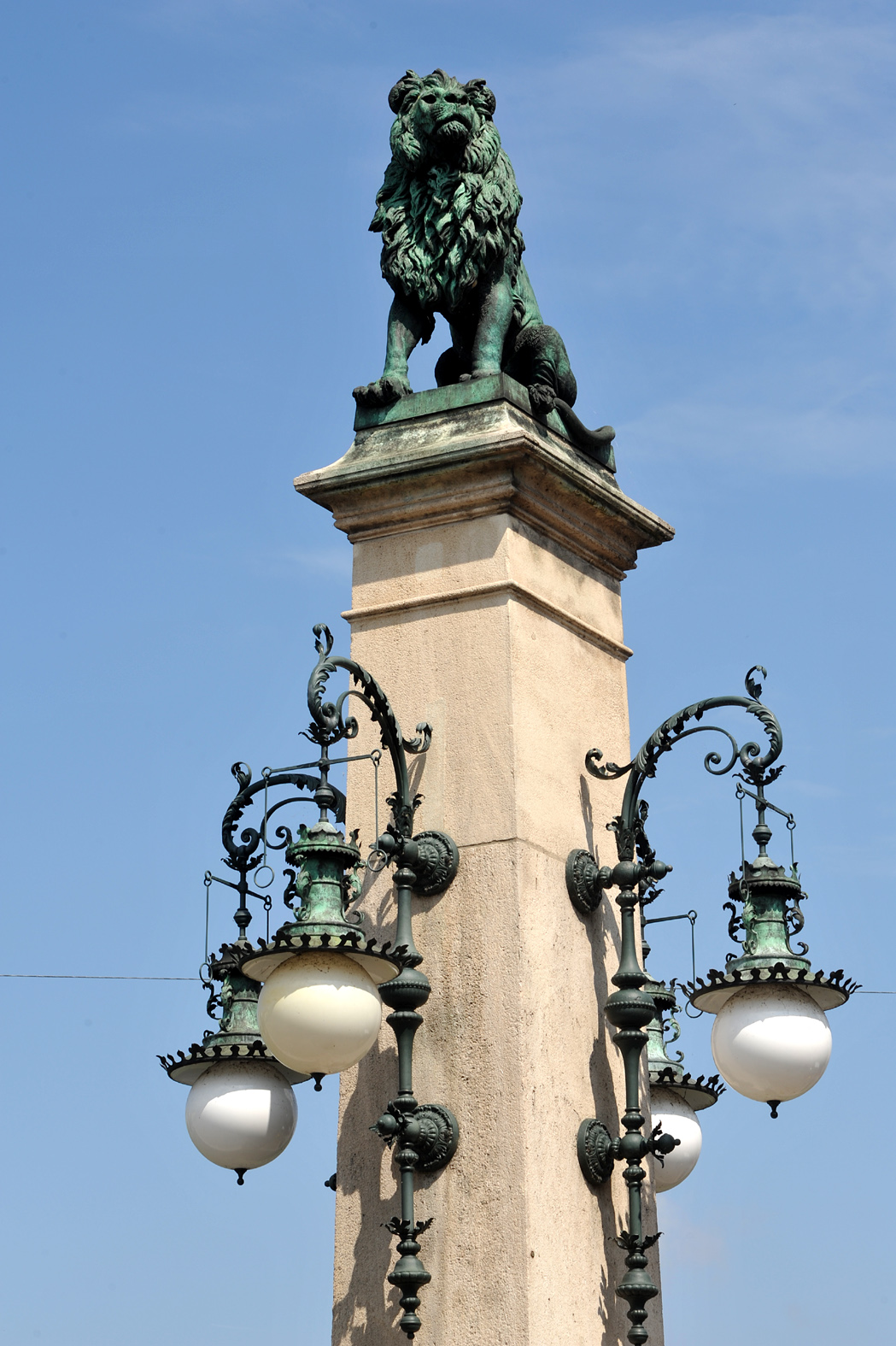
Einer der Eckpfeiler der Stauffacherbrücke mit dem Bronze-Löwen

Die Betonbrücke mit einer Spannweite von 40 Metern steht unter Denkmalschutz und ist eine der ersten ihrer Art. Sie wurde nach einem Entwurf des Ingenieurs Robert Maillart aus Stampfbeton mit einem Dreigelenkbogen erbaut und gehört zu dessen Frühwerk. Der Bau selbst wurde vom Stadtbaumeister Gustav Gull 1899 errichtet. Da es um 1900 noch nicht üblich war, Betonbrücken unverhüllt zu zeigen, ist die Brücke mit Hausteinen aus Granit und Sandstein verkleidet. Auf den vier Eckpfeilern stehen Bronzelöwen, die vom Bildhauer Urs Eggenschwyler gestaltet wurden.
Von den vier Fahrbahnen sind die inneren beiden mit Strassenbahngleisen ausgerüstet und für den öffentlichen Verkehr reserviert. Auf den beiden Trottoirs beidseitig der Fahrbahn sind Radwege markiert. Über die Brücke führt die Tramlinie 8 der VBZ. Die Brücke wurde 1991 renoviert.